# Blues After Hours (альбом Елмора Джеймса)
Blues After Hours — збірка пісень американського блюзового музиканта Елмора Джеймса і його гурту the Broomdusters, випущена в 1960 року лейблом Crown.

## Опис
Blues After Hours, який був випущений на LP лейблом Crown (дочірньому Modern Records) у 1960 році, став першим довгогральним записом в дискографії Елмора Джеймса. Складається із записів, зроблених на лейблах Meteor і Flair з серпня 1953 по серпень 1955 років (на яких Джеймсу акомпанують його гурт the Broomdusters в Чикаго, оркестр Максвелла Девіса в Лос-Анджелесі, і штатний гурт студії J&M Studio в Новому Орлеані). Сет відкриває відома своїми риффами «Dust My Blues» Роберта Джонсона; також тут є кавер версії «Blues Before Sunrise» Лероя Карра і «Standing at the Crossroads».
Цей альбом став єдиним, випущеним прижиттєво для Джеймса.

## Список композицій
1. «Dust My Blues» (Роберт Джонсон) — 3:11
2. «Sunnyland» (Елмор Джеймс) — 3:11
3. «Mean and Evil» (Елмор Джеймс) — 2:16
4. «Dark and Dreary» (Джо Джосі) — 2:48
5. «Standing at the Crossroads»  — 2:47
6. «Happy Home» (Елмор Джеймс) — 2:46
7. «No Love in My Heart» (Елмор Джеймс) — 2:24
8. «Blues Before Sunrise» (Лерой Карр) — 2:45
9. «I Was a Fool» (Елмор Джеймс) — 2:51
10. «Goodbye Baby» (Елмор Джеймс) — 2:59

## Учасники запису
- Елмор Джеймс — вокал, гітара
- Джеймс Парр — труба (2, 3, 5, 6, 7)
- Дж. Т. Браун (4), Максвелл Девіс (2, 3, 5, 6, 7) — тенор-саксофон
- Джуелл Грант — баритон-саксофон (2, 3, 5, 6, 7)
- Літтл Джонні Джонс (4), Едвард Френк (1, 8, 9, 10), Віллард Макденіел (2, 3, 5, 6, 7) — фортепіано
- Ренсом Ноулінг (4), Френк Філдс (1, 8, 9, 10), Ральф Гемільтон (2, 3, 5, 6, 7) — бас
- Оді Пейн (4), Джессі Сейлс (2, 3, 5, 6, 7), Ерл Палмер (1, 8, 9, 10) — ударні